# Antonio Albacete
Antonio Albacete Martínez (15 de enero de 1965 en Madrid, España) es un piloto de automovilismo español que ha sido tres veces campeón del Campeonato de Europa de Carreras de Camiones y cinco veces subcampeón. Es hijo del también piloto y preparador Antonio Albacete Alonso (1937-2004) y padre del piloto Antonio Albacete Polo (1999).

## Trayectoria

### Inicios
De la mano de su padre, Antonio se inició en el mundo del karting a finales de los años 70 participando en los campeonatos madrileños y nacionales de karting. En la temporada siguiente, con 16 años, debutó en los fórmulas corriendo sus primeras carreras en el recién creado Campeonato Ibérico de Fórmula Fiesta bajo el nombre de Antonio Albacete Jr. En su primera temporada se mantuvo delante en la mayoría de carreras, llegando a vencer en el Circuito del Jarama, la temporada siguiente se proclamó vencedor en la última ronda, logrando quitarle el campeonato a su máximo rival durante todo el año: un también joven y rápido Alfonso García de Vinuesa. En ese 1982, Antonio se proclamó subcampeón del Campeonato de España de Karting en la categoría Promoción.

### Fórmulas europeas y nacionales
Ese triunfo le abrió las puertas del Campeonato Europeo de Fórmula Ford para el año siguiente, 1983, donde a pesar de ser novel y a pesar de la gran cantidad de pilotos que participaban, quedó en una gran novena posición final con Magdwick Motorsport. Participó también en la primera edición de la Fórmula Ford World Cup & Festival celebrada en Brands Hatch, donde llegó a disputar la carrera final, clasificándose para ella de entre más de 250 participantes, cosa que su compatriota Carlos Sainz no pudo lograr.
Tras haber realizado la Mili, en 1986 la Fórmula Fiesta evolucionó en una nueva Fórmula Ford 1600 con reglamentos similares a sus hermanas europeas. Albacete gracias a su talento y la experiencia adquirida en Europa, reapareció en ella se convirtió sin problemas en campeón de España tanto en esa temporada como en la siguiente. En 1987 logró debutar en la última ronda de la Fórmula 3000 disputada en el Circuito del Jarama gracias a su patrocinador Pretasa. Los entrenamientos fueron pasados por agua y sumado a la inexperiencia del español con ese monoplaza, no logró clasificarse para la carrera. Para el 88 disputó algunas carreras de la recién creada Formula Opel GM Lotus Euroseries y en el año 90 entró en la Fórmula 3000 Británica, donde lograría ser sexto en la clasificación final del campeonato tras disputar toda la temporada con el equipo de Nigel Mansell. En 1991, se proclamaría también vencedor del Campeonato de España de Fórmula Renault dominando su primera temporada de existencia, pilotando con la escudería Manor Motorsport y consiguiendo 6 podios en 8 carreras.

### Turismos y resistencia
En 1986 Antonio también pudo probar el terreno donde más había destacado su padre, los turismos. Iniciando su relación con el equipo Camac, participó en las carreras de resistencia de fin de temporada del ETCC en el Circuito del Jarama y en el Autódromo de Estoril con Alberto Ruiz-Thiery como compañero en un Volkswagen Golf GTI. En la temporada siguiente repitió en algunas carreras de dicho campeonato, llegando a lograr un podio en la división 1. Esta vez compartía un Toyota Corolla GT con Luis Villamil. También participó este año por primera vez en las calles del Circuito Guadalope, quedando tercero en la carrera de Producción. En 1988 disputó hasta 7 carreras en el ETCC, subiendo a la División 2 con un BMW M3. Contó tanto con compañeros portugueses como con españoles como Jesús Pareja o Sasiambarrena.
A partir de 1989 se centraría en el Campeonato de España de Turismos, al que dedicaría sus siguientes años de competición estando al volante de hasta 5 marcas de coches diferentes. Sus mayores logros aquí serían un subcampeonato absoluto en 1993 con el equipo del Central Hispano y tres campeonatos consecutivos de la división 2: en 1990 y 1991 con un Toyota Corolla y en 1992 con un Fiat Tipo. En 1994 quedó cuarto participó también en la Copa Mundial de Turismos FIA. En la temporada 95 logró el título de mejor privado del CET, donde volvió a terminar cuarto clasificado en la general pilotando un BMW M3 del Teo Martín Motorsport. Su último logro en los turismos fue en 1996, siendo subcampeón de la Supercopa Citroën ZX, superado en la general por el gran dominador de ese campeonato en 3 de sus 4 años, el vasco Iñaki Goiburu.
De forma esporádica, Antonio apareció en otras disciplinas automovilísticas. En 1995 participó en las 24 Horas de Spa con un BMW 320i del Fina Bastos Team donde no pudo terminar debido a un fallo técnico que incendió el coche. En 1999 participó en las últimas rondas de la primera temporada del Campeonato de España de GT con un Venturi 400 GT acompañando a Ricardo García Galiano. En 2014, participó en la Maxi Endurance 32H formando equipo con otros 5 pilotos a bordo del Dodge Viper del Bólido Racing, quedando cuarto en la general pero proclamándose vencedor de la categoría CUP. Dentro de la misma prueba también estaba inscrito con el Porsche Cup de Antonio Castro, pero este coche apenas rodó.

### El éxito en las carreras de camiones
En 1997 es fichado por el equipo Cepsa para participar en la Copa Europea de camiones, a partir de este punto, la carrera profesional de Antonio Albacete ha estado ligada al mundo del camión, participando todos los años en dicho campeonato hasta la fecha (excepto en 2016), en la Copa de España de Camiones desde su creación en 1999 hasta su descontinuación en 2015 ganándola en 15 ocasiones, y en la Tata Prima Trucks Championship donde participó en 2017. Hasta julio de 2019, ha acumulado más de 130 victorias de carrera en el ETRC, 101 desde que se unificó en 2006. Además, es el único piloto que se ha proclamado campeón de Europa de camiones bajo las dos denominaciones que ha tenido la competición, la de Copa de Europa de Carreras de Camiones y la de Campeonato de Europa de Carreras de Camiones.

#### Etapa CEPSA

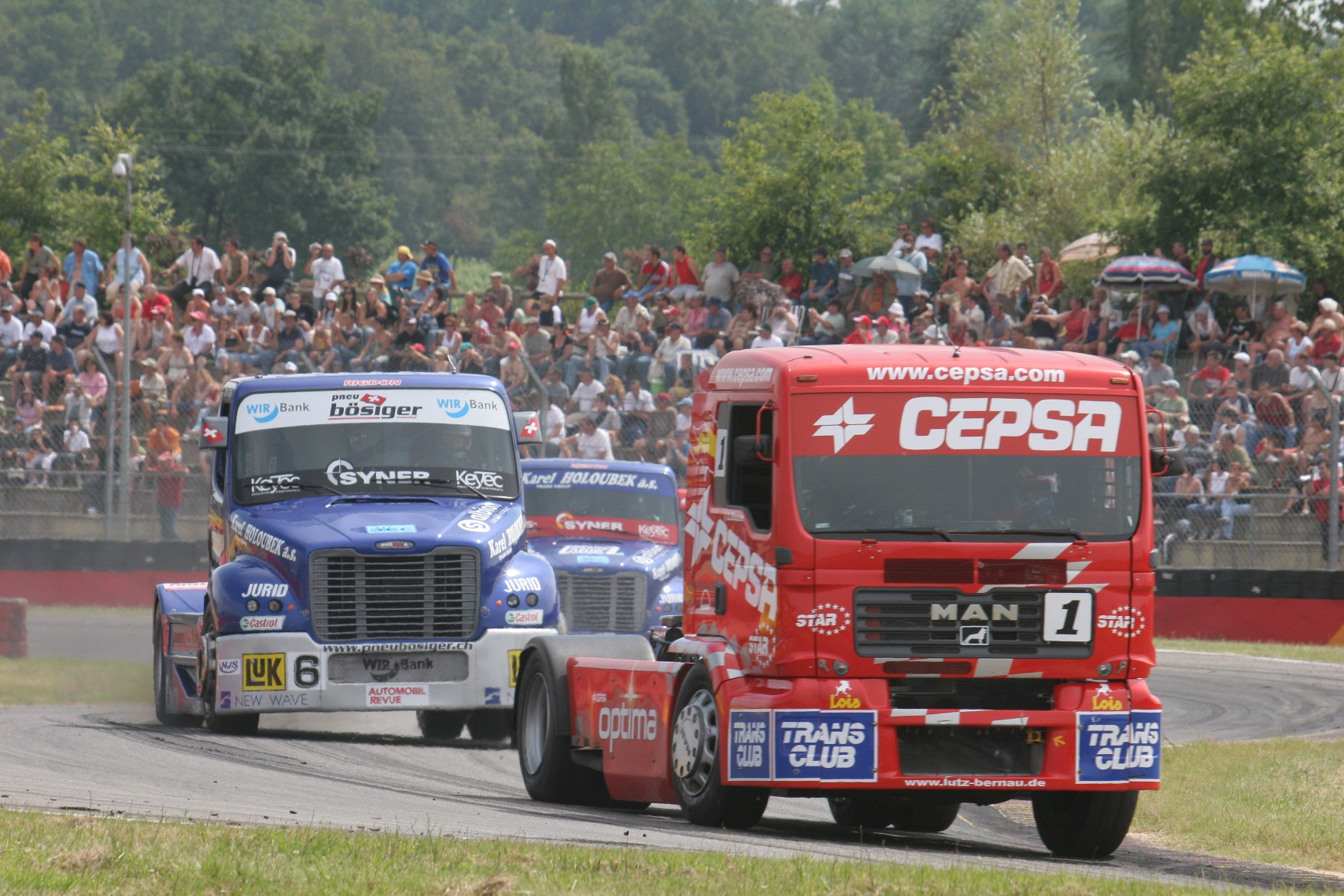
Antonio Albacete por delante de otro rival en Nogaro (2007)

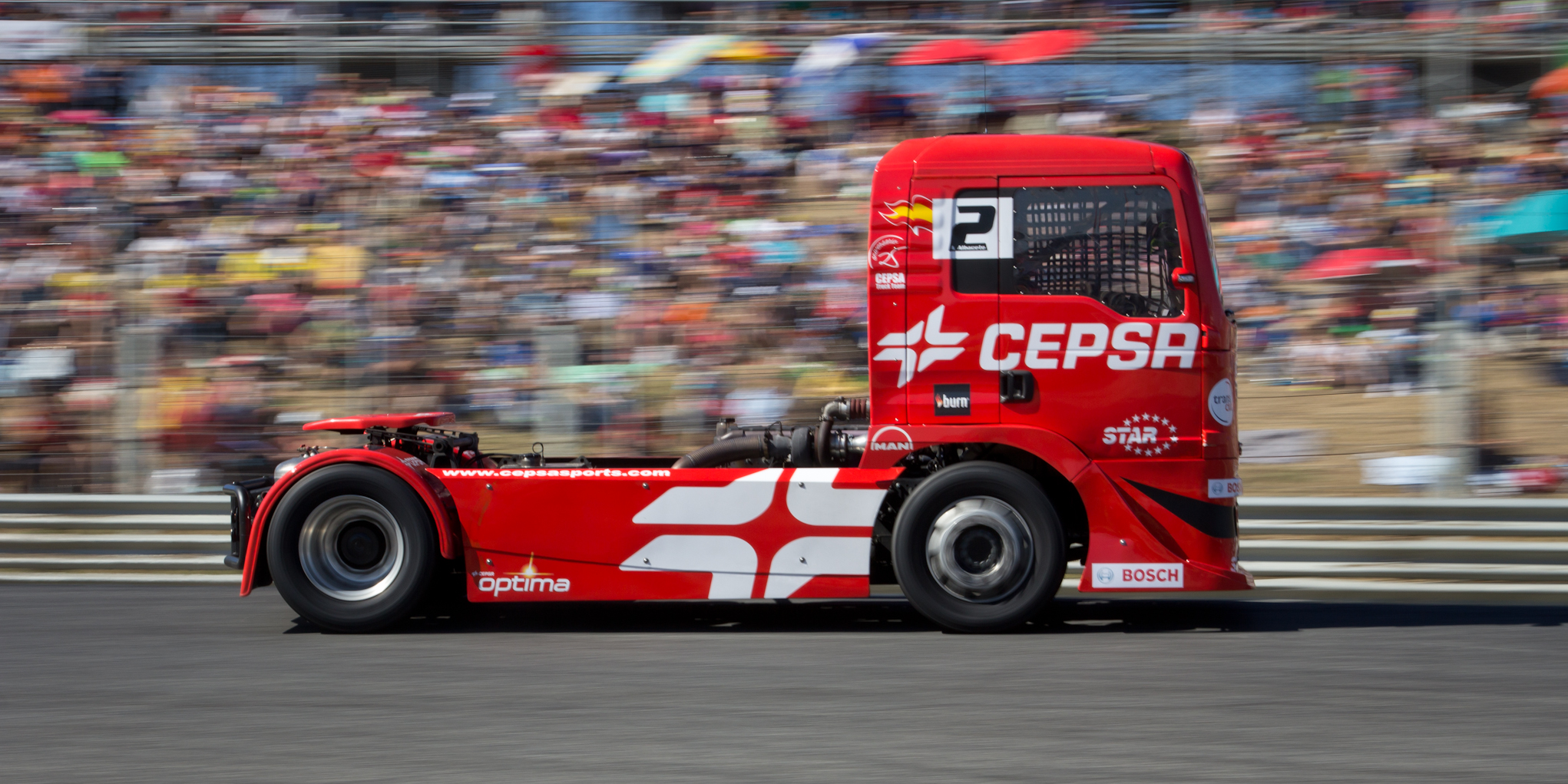
El camión de Albacete de perfil. (2013)

En su primeras temporadas europeas, sus resultados fueron mejorando año a año: En 1997 fue séptimo y mejor rookie, en 1998 fue sexto, en 1999 fue quinto, en 2000 fue séptimo y en 2001 llegó su primer gran triunfo, al acabar tercero en la clasificación general. En 2002 volvió a repetir el tercer escalón del podio, para lograr ganar el campeonato en 2005 y 2006 formando parte de la escudería Cepsa Truck Team dirigida por el mánager catalán Iván Cruz. También ganó el título de campeón de Europa 2007 pero la FIA tras una sanción, se lo quitó. Esa temporada con nueve victorias y 30 podios en 36 carreras finalizó a un solo punto de Markus Bösiger, ya que tras la carrera, Buggyra denunció una maniobra de Albacete hacia el compañero de Bösiger, David Vršecký, que hizo que Albacete fuese sancionado con diez segundos, perdiendo la segunda plaza frente a Gerd Körber y, de este modo, perdiendo el campeonato por un punto ya que del segundo al tercer puesto hubo una diferencia de tres puntos.
En 2008 acabó tercero con 11 victorias y 32 podios en 40 carreras, mientras que en 2009 volvió a ser subcampeón con catorce victorias (récord personal en el ETRC) y 34 podios en 40 carreras. En 2010 volvió a coronarse como campeón del ETRC ganando diez carreras e imponiéndose a Markus Bössiger y al alemán Jochen Hahn. Entre 2011 y 2013 volvió a luchar con Jochen Hahn por el título del ETRC. En esos tres años fue el piloto germano quien acabaría imponiéndose. Especialmente doloroso fue el del año 2013, en el que Albacete llegó líder del campeonato a la penúltima cita en su circuito local, el Circuito del Jarama. En la primera carrera logró aumentar la diferencia respecto a Hahn, ya que se impuso en esa carrera. Sin embargo, un fortísimo accidente en el que la cabina de Javier Mariezcurrena le impactó frontalmente en la suya le obligó a retirarse de la carrera 2. Afortunadamente, el domingo pudo correr usando el camión de su compañero Markus Oëstriech, ya que el suyo no cumplía los requerimientos de seguridad de la FIA. No obstante, el camión no tenía tan buen rendimiento como el suyo y lo máximo que pudo hacer fue que Hahn redujese lo mínimo posible la diferencia en la general. Llegó como líder con unos pocos puntos de separación a la última cita del campeonato en Le Mans, pero allí el camión, que había sido reconstruido de forma express, no tuvo un rendimiento lo suficientemente bueno como para conservar la distancia frente a Hahn en la general, de modo que el piloto germano superó a Albacete por tan sólo cinco puntos.

#### De Cepsa al rescate alemán
En 2014 acabó tercero, ese año, el equipo cuyo dueño era la propia Cepsa, pasó a ser propiedad de Antonio Albacete, pasando a ser Cepsa tan sólo un patrocinador. Después, en 2015, el rendimiento del camión decayó y sólo pudo ser quinto. Tras retirarse Cepsa como sponsor se vio obligado a dejar el Campeonato de Europa de Camiones, provocando que por primera vez en muchos años se quedasen sus parrillas no tan solo sin Albacete, sino también sin españoles. Al año siguiente, en 2017, regresó al Europeo compitiendo con un MAN del equipo alemán Truck Sport Lutz Bernau. Tras lograr tres victorias en los GP de Eslovaquia y España, Albacete se clasificó quinto absoluto en el campeonato.
En 2018 fue tercero en la clasificación general por detrás de Jochen Hahn y Adam Lacko. Ese año ganó cuatro carreras, en Nurburgring, Slovakia Ring, Zolder y en Le Mans. Participó en el campeonato por equipos con su compañero de equipo en el Truck Sport Lutz Bernau Luis Recuenco, y consiguieron ser cuartos. Tiene especial mérito los resultados conseguidos ese año ya que el camión que usó en 2017 fue vendido en propiedad a Recuenco, por lo que parecía que, al igual que en 2016, Albacete no conseguiría correr en el ETRC. Sin embargo, semanas antes del primer Gran Premio, el Truck Sport Lutz Bernau fue capaz de construir un nuevo camión a partir de retales de otros camiones, motivo por el cual fue llamado Frankenstein. Ese fue el camión que utilizó durante todo el campeonato Albacete.
En 2019 volvió a participar con el Truck Sport Lutz Bernau, teniendo de nuevo a compañero de equipo a Luis Recuenco. Sin embargo, participaría en el campeonato de equipos junto al piloto del SL Trucksport Sascha Lenz, bajo el nombre de Löwen Power. Utilizó el mismo camión que en 2018, haciendo unas pequeñas mejoras para ser en él, aunque no grandes cambios. De hecho, de cara a los test de pretemporada en Most, el cambio más sustancial fue el arreglo y perfeccionamiento del sistema de aviso de que se está llegando a la velocidad máxima permitida (160 km/h), que falló varias veces el año anterior (hay que tener en cuenta que por cada vez que se sobrepasa el límite de velocidad, el piloto recibe 10 segundos de sanción). En el primer Gran Premio, el de Misano, consiguió un tercer puesto y un segundo en el sábado, pero la lluvia del domingo le perjudicó, y sólo pudo ser quinto en la tercera carrera y sexto en la cuarta, en la que también tuvo problemas con el eje trasero tras un golpe con René Reinert. Salió tercero del GP de Misano. Tras el de Hungaroring, consiguió ser segundo en la clasificación general. En el siguiente, en Slovakia Ring tuvo que lidiar con problemas mecánicos y abandonos, por lo que no obtuvo muchos puntos y cayó al quinto puesto de la general. Sin embargo, en este GP consiguió la primera victoria de la temporada, en la carrera 4. Tras el GP de Nurburgring asciende de nuevo al quinto puesto de la general, tras tres pódium en cuatro carreras (dos segundos, en carreras 1 y 3, y un tercero, en la carrera 4). La otra carrera, la 2, la acabó en cuarta posición, pero recibió 5 segundos de penalización que le hicieron ser séptimo finalmente. En la segunda mitad de la temporada consigue una nueva victoria, en Zolder, y finaliza segundo en la general siete puntos por encima de Lacko, siendo subcampeón de Europa por sexta vez en su carrera.

#### Etapa TSport Bernau
Tras la desintegración del Truck Sport Lutz Bernau, Albacete fichó por el equipo inglés T Sport que, tras incorporar a numerosos trabajadores del Truck Sport Bernau incluyendo al propio Lutz Bernau, pasó a denominarse T Sport Bernau. La temporada 2020 con su MAN TGS totalmente nuevo comenzó mal, ya que en Most, los problemas en los frenos y wn el limitador de velocidad hicieron que se quedase fuera de la Superpole del sábado y que fuese sancionado con un drive-through, finalizando undécimo la primera carrera y condicionando el resultado de la segunda, en la que remontó tres puestos. El domingo se clasificó para la Superpole, pero fue 9º, mismo resultado de la carrera. Pese a que las carreras de Zolder y Jarama del ETRC 2020 se suspendieron, Albacete corrió en el circuito belga en el Campeonato Holandés de Carreras de Camiones. La jornada del sábado estuvo marcada por los accidentes y toques con otros camiones. En la carrera 1 fue noveno, pese a que llegó a ir sexto. En la carrera 2, pese a los accidentes, fue octavo. En la carrera tres consiguió el primer pódium con el T Sport Bernau, ya que fue tercero y en la carrera 4 volvió a repetir resultado.
En 2021 repitió con el mismo equipo y a pesar de sus 7 podios durante la temporada, ninguno conseguía materializarse en forma de victoria. Terminando quinto en la general a muy pocos puntos del cuarto puesto. Siguió en la misma estructura en 2022 donde volvió a recuperar el sabor a victoria al inicio de la temporada, al vencer la segunda carrera de la ronda de Misano y completando su mejor ronda del año con otro segundo y dos cuartos puestos. Subiría al podio 6 veces más en lo restante de la temporada para quedar finalmente quinto, con menos de la mitad de puntos que el claro dominador del año Norbert Kiss. Siguiendo con la misma estructura en 2023, completó una primera parte de la temporada muy prometedora, con dos victorias y varios podios que le metían de lleno en la lucha por el subcampeonato, pues Norbert Kiss siguió dominando. La segunda mitad de la temporada no fue tan buena y finalmente terminó cuarto, a pocos puntos del tercero. En 2024 mismo patrón en un europeo de camiones cada vez menos atractivo para los aficionados, Antonio repitió la cuarta posición general del campeonato, logrando una victoria más que en 2023 y 7 podios totales. Una de esas victorias la logró en su circuito de casa, logrando vencer allí siete años después.

## Legado familiar

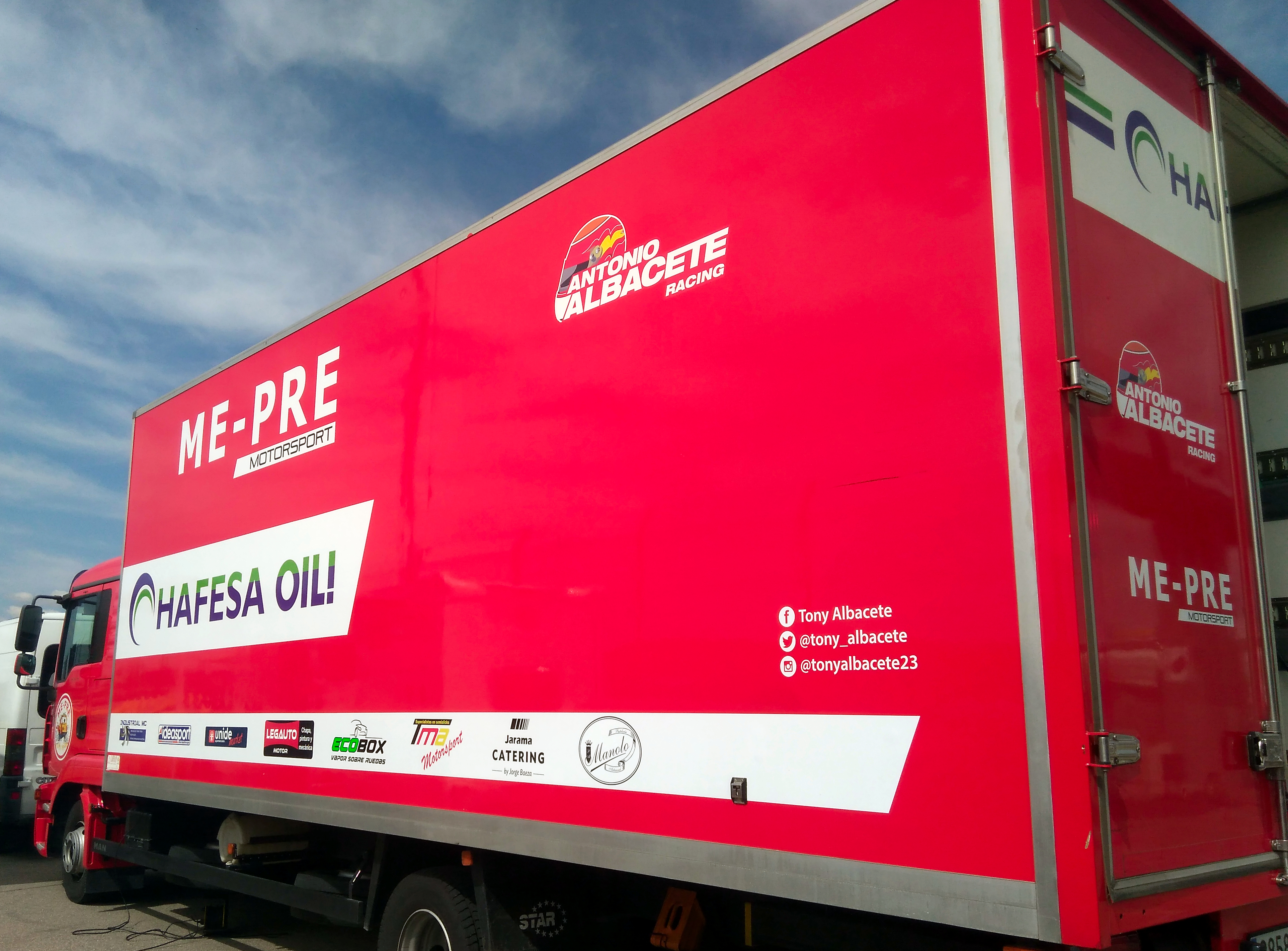
Camión del Me-Pre Motorsport - Antonio Albacete Racing para dar apoyo técnico a Tony Albacete en la Copa Kobe Motor 2018.

Dentro del mundo de las carreras, Antonio lleva el taller ME-PRE (Mecánica de Precisión) ubicado en Colmenar Viejo, que le fue heredado de su padre Antonio Albacete Alonso, quien destacó como piloto nacional durante los años 60 y 70 y que usó el taller en primer lugar para preparar Seat 600 y después para la preparación de MINIs, los cuales se convirtieron es su especialidad. Sus impresionantes conocimientos sobre mecánica le llevaron a construir en solitario un Fórmula 3 basado en el Brabham BT21, a aventurarse con su propio equipo en las dos primeras temporadas de la Fórmula 1430 y a tener un espacio en la revista Velocidad, donde era capaz de responder a todas las preguntas técnicas que le planteasen los lectores. Tras retirarse en 1985, se centró en ayudar a su hijo (y a otros pilotos noveles puntualmente) para que progresara en su carrera deportiva.
Al igual que hizo su padre con él, Antonio Albacete es mánager de su hijo Antonio Albacete Polo, también conocido como Tony Albacete. Piloto que en su trayectoria está corriendo principalmente en campeonatos nacionales monomarca de circuitos, destacando su campeonato de la primera temporada de la Copa Kobe Motor o los subcampeonatos de la Copa Racer en 2022 y de la Copa Saxo en 2023.

## Premios y reconocimientos

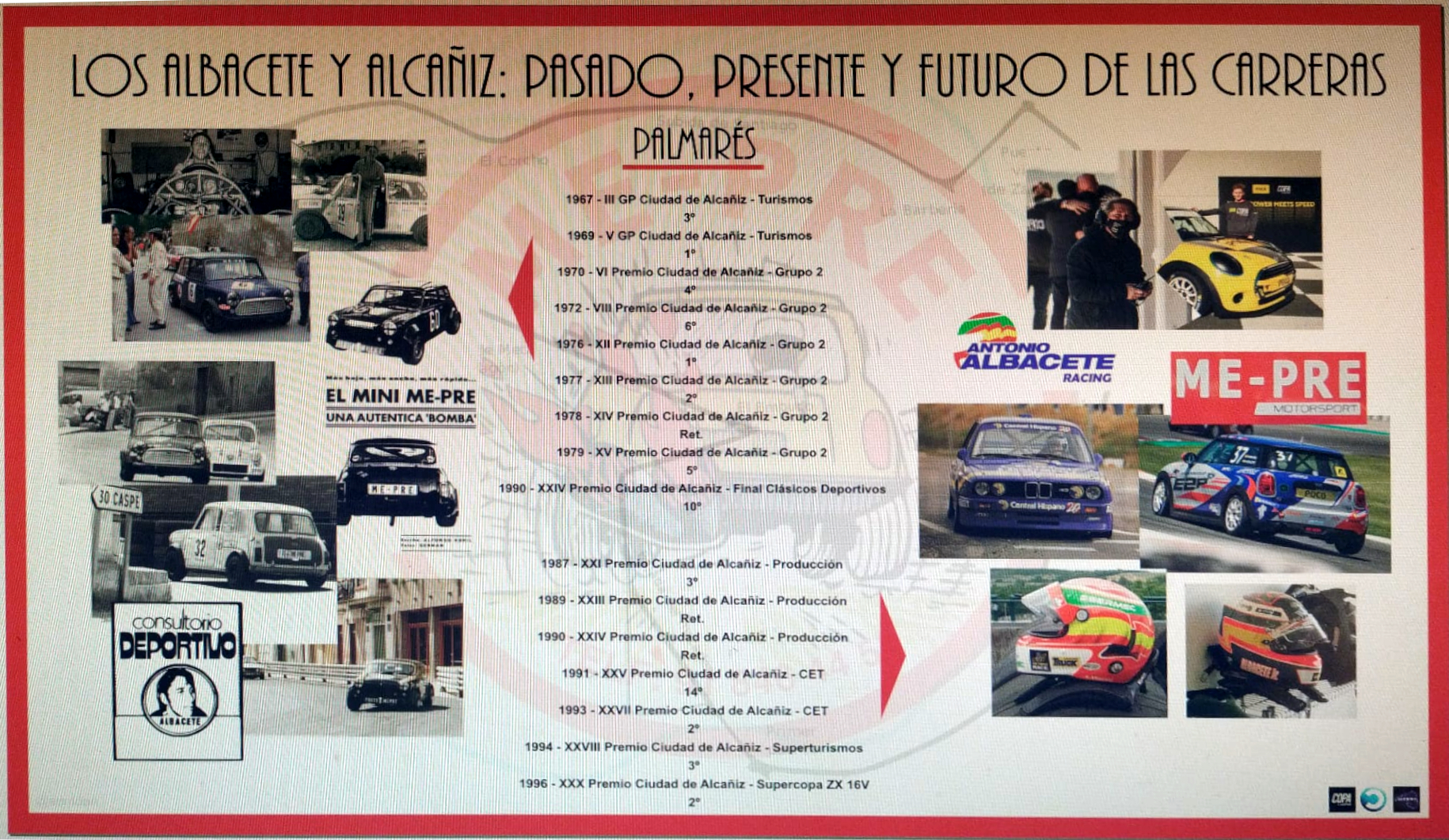
Poster conmemorativo entregado a distintas autoridades en el acto-homenaje a los Albacete en Alcañiz (2021).

- Homenaje I título de camiones de Antonio Albacete (2005)[28]
- Diploma mejores deportistas Madrileños de 2006 (2006)[29]
- Medalla de Bronce de la Real Orden del Mérito Deportivo (2013)[30]
- Insignia de Oro de la Real Federación Española de Automovilismo (2013)
- Homenaje Los Albacete y Alcañiz (2021)[31][32]

Además, desde 2016 se celebra la concentración anual de coches clásicos Memorial Antonio Albacete de Soto del Real en memoria de su padre.

## Resumen de trayectoria
| Temporada | Series                                  | Escudería                          | Carreras | Victorias | Poles | VR | Podios | Puntos  | Pos.    |
| --------- | --------------------------------------- | ---------------------------------- | -------- | --------- | ----- | -- | ------ | ------- | ------- |
| 1981      | Campeonato Ibérico de Fórmula Fiesta    | ME-PRE Motorama Escuela de Pilotos | ?        | 1         | ?     | ?  | ?      | ?       | 3.º     |
| 1982      | Campeonato Ibérico de Fórmula Fiesta    | ME-PRE Escuela de Pilotos          | ?        | ?         | ?     | ?  | ?      | 115     | 1.º     |
| 1982      | Fórmula Ford World Cup & Festival       | ?                                  |          |           |       |    |        |         | ?       |
| 1983      | Campeonato Europeo de Fórmula Ford      | Magdwick Motorsport                | ?        | 0         | ?     | ?  | 1      | 26      | 9.º     |
| 1983      | Fórmula Ford World Cup & Festival       | Magdwick Motorsport                |          |           |       |    |        |         | 5.º     |
| 1984      | EFDA Formula Ford 2000                  | ?                                  | ?        | ?         | ?     | ?  | ?      | ?       | 8.º     |
| 1984      | EFDA Formula Ford Británica             | ?                                  | ?        | ?         | ?     | ?  | ?      | ?       | ?       |
| 1985      | EFDA Formula Ford 2000                  | ?                                  | ?        | ?         | ?     | ?  | 2      | ?       | ?       |
| 1985      | EFDA Formula Ford Británica             | ?                                  | ?        | ?         | ?     | ?  | ?      | ?       | ?       |
| 1985      | Campeonato de España de Producción      | ?                                  | ?        | ?         | ?     | ?  | ?      | ?       |         |
| 1986      | Fórmula Ford 1600 Española              | MePre                              | ?        | ?         | ?     | ?  | ?      | ?       | 1.º     |
| 1986      | ETCC - D1                               | Camac Racing                       | 2        | 0         | 0     | 0  | 1      | 8       | ?       |
| 1987      | Fórmula Ford 1600 Española              | MePre                              | ?        | ?         | ?     | ?  | ?      | ?       | 1.º     |
| 1987      | ETCC - D1                               | Camac Racing                       | 3        | 0         | ?     | ?  | 1      | 59      | ?       |
| 1987      | Campeonato de España de Producción      | Camac Racing                       | ?        | ?         | ?     | ?  | ?      | ?       | ?       |
| 1987      | Fórmula 3000 Internacional              | GA Motorsport                      | 0        | 0         | 0     | 0  | 0      | -       | NQ      |
| 1988      | EFDA Fórmula Opel GM Lotus Euroseries   | Richard Dutton Racing              | 4        | 0         | 0     | 0  | 0      | 25      | 10.º    |
| 1988      | ETCC - D2                               | Camac Racing                       | 7        | 0         | 0     | 0  | 0      | 0       | ?       |
| 1988      | Campeonato de España de Producción      | Camac Racing                       | ?        | ?         | ?     | ?  | ?      | ?       | ?       |
| 1989      | Fórmula 3000 Británica                  | Mansell Madgwick Motorsport        | 8        | 0         | 0     | 0  | 0      | 9       | 6.º     |
| 1989      | Campeonato de España de Producción      | Camac Toyota                       | ?        | ?         | ?     | ?  | ?      | ?       | ?       |
| 1989      | 2 Horas Citroën AX                      | ?                                  |          |           |       |    |        |         | ?       |
| 1990      | Campeonato de España de Producción      | Camac Toyota                       | ?        | ?         | ?     | ?  | ?      | 82      | 4.º     |
| 1991      | Campeonato de España de Turismos        | Camac Toyota                       | 11       | 0         | ?     | ?  | 1      | 37      | 8.º     |
| 1991      | Campeonato de España de Fórmula Renault | Manor MePre                        | 8        | 4         | ?     | ?  | 6      | 84      | 1.º     |
| 1992      | Campeonato de España de Turismos        | FIAT Meycom                        | ?        | ?         | ?     | ?  | ?      | 45      | 6.º     |
| 1993      | Campeonato de España de Turismos        | Equipo Central Hispano             | 11       | 1         | ?     | ?  | 6      | 109     | 2.º     |
| 1994      | Campeonato de España de SuperTurismos   | Equipo Central Hispano Opel        | 10       | 1         | 0     | ?  | 3      | 93      | 4.º     |
| 1994      | Copa Mundial de Turismos FIA            | Equipo Central Hispano Opel        |          |           |       |    |        |         | 20.º    |
| 1995      | Campeonato de España de SuperTurismos   | Teo Martín Motorsport              | 20       | 5         | 1     | ?  | 9      | 193     | 4.º     |
| 1995      | 24 Horas de Spa                         | BMW Fina Bastos Team               |          |           |       |    |        |         | NF      |
| 1996      | Campeonato de España de SuperTurismos   | Meycom                             | 10       | 0         | 0     | 0  | 0      | 19      | 12.º    |
| 1996      | Supercopa Citroën ZX                    | Chefo Sport                        | ?        | 2         | ?     | ?  | ?      | 137     | 2.º     |
| 1999      | Campeonato de España de GT              | Meycom                             | 4        | 0         | 0     | 0  | 0      | 26      | 33.º    |
| 2014      | Maxi Endurance 32H                      | Bólido Racing                      |          |           |       |    |        |         | 4.º     |
| 2016      | CER Long Distance - Clase 3 D4          | Chefo Sport                        | 2        | 0         | 0     | 0  | 1      | 32,4    | 6.º     |
| 2024      | GR Cup Spain                            | Me-Pre                             | 2        | 0         | 0     | 0  | 0      | no apto | no apto |
| Fuente:   |                                         |                                    |          |           |       |    |        |         |         |

| Copa de Europa de Camiones/SuperCamiones     | Copa de Europa de Camiones/SuperCamiones | Copa de Europa de Camiones/SuperCamiones | Copa de Europa de Camiones/SuperCamiones | Copa de Europa de Camiones/SuperCamiones |
| Año                                          | Equipo                                   | Camión                                   | Victorias                                | Pos.                                     |
| -------------------------------------------- | ---------------------------------------- | ---------------------------------------- | ---------------------------------------- | ---------------------------------------- |
| 1997                                         | Cepsa Truck Team                         | MAN                                      | 0                                        | 7.º                                      |
| 1998                                         | Cepsa Truck Team                         | MAN                                      | 0                                        | 6.º                                      |
| 1999                                         | Cepsa Truck Team                         | MAN                                      | 0                                        | 5.º                                      |
| 2000                                         | Cepsa Truck Team                         | MAN                                      | 0                                        | 7.º                                      |
| 2001                                         | Cepsa Truck Team                         | MAN                                      | 0                                        | 3.º                                      |
| 2002                                         | Cepsa Truck Team                         | TRD Caterpillar                          | 1                                        | 3.º                                      |
| 2003                                         | Cepsa Truck Team                         | Buggyra MK002/B                          | 1                                        | 7.º                                      |
| 2004                                         | Cepsa Truck Team                         | Buggyra MK002/B                          | 4                                        | 7.º                                      |
| 2005                                         | Cepsa Truck Team                         | MAN TGA                                  | 16                                       | 1.º                                      |
| Campeonato de Europa de Carreras de Camiones |                                          |                                          |                                          |                                          |
| 2006                                         | Cepsa Truck Team                         | MAN TGA                                  | 11                                       | 1.º                                      |
| 2007                                         | Cepsa Truck Team                         | MAN TGA                                  | 9                                        | 2.º                                      |
| 2008                                         | Cepsa Truck Team                         | MAN TGA                                  | 11                                       | 3.º                                      |
| 2009                                         | Cepsa Truck Team                         | MAN TGA                                  | 14                                       | 2.º                                      |
| 2010                                         | Cepsa Truck Team                         | MAN TGA                                  | 10                                       | 1.º                                      |
| 2011                                         | Cepsa Truck Team                         | MAN TGA                                  | 8                                        | 2.º                                      |
| 2012                                         | Cepsa Truck Team                         | MAN TGA                                  | 10                                       | 2.º                                      |
| 2013                                         | Cepsa Truck Team                         | MAN TGA                                  | 9                                        | 2.º                                      |
| 2014                                         | Cepsa Antonio Albacete Racing            | MAN TGA                                  | 5                                        | 3.º                                      |
| 2015                                         | Cepsa Antonio Albacete Racing            | MAN TGA                                  | 5                                        | 5.º                                      |
| 2017                                         | Truck Sport Lutz Bernau                  | MAN                                      | 3                                        | 5.º                                      |
| 2018                                         | Truck Sport Lutz Bernau                  | MAN                                      | 4                                        | 3.º                                      |
| 2019                                         | Truck Sport Lutz Bernau                  | MAN                                      | 2                                        | 2.º                                      |
| 2020                                         | T Sport Bernau                           | MAN                                      | 0                                        | 6.º                                      |
| 2021                                         | T Sport Bernau                           | MAN                                      | 0                                        | 5.º                                      |
| 2022                                         | T Sport Bernau                           | MAN                                      | 1                                        | 5.º                                      |
| 2023                                         | T Sport Bernau                           | MAN                                      | 2                                        | 4.º                                      |
| 2024                                         | T Sport Bernau                           | MAN                                      | 3                                        | 4.º                                      |

| Copa de España de Carreras de SuperCamiones | Copa de España de Carreras de SuperCamiones | Copa de España de Carreras de SuperCamiones | Copa de España de Carreras de SuperCamiones | Copa de España de Carreras de SuperCamiones |
| Año                                         | Equipo                                      | Camión                                      | Pos.                                        |                                             |
| ------------------------------------------- | ------------------------------------------- | ------------------------------------------- | ------------------------------------------- | ------------------------------------------- |
| 1999                                        | Cepsa Truck Team                            | MAN                                         | 1.º                                         |                                             |
| 2000                                        | Cepsa Truck Team                            | MAN                                         | 1.º                                         |                                             |
| 2001                                        | Cepsa Truck Team                            | MAN                                         | 1.º                                         |                                             |
| 2002                                        | Cepsa Truck Team                            | TRD Caterpillar                             | 1.º                                         |                                             |
| 2003                                        | Cepsa Truck Team                            | Buggyra MK002/B                             | 1.º                                         |                                             |
| Copa de España de Carreras de Camiones      |                                             |                                             |                                             |                                             |
| 2004                                        | Cepsa Truck Team                            | Buggyra MK002/B                             | 1.º                                         |                                             |
| 2005                                        | Cepsa Truck Team                            | MAN TGA                                     | 1.º                                         |                                             |
| 2006                                        | Cepsa Truck Team                            | MAN TGA                                     | 1.º                                         |                                             |
| 2007                                        | Cepsa Truck Team                            | MAN TGA                                     | 1.º                                         |                                             |
| 2008                                        | Cepsa Truck Team                            | MAN TGA                                     | 1.º                                         |                                             |
| 2009                                        | Cepsa Truck Team                            | MAN TGA                                     | 1.º                                         |                                             |
| 2010                                        | Cepsa Truck Team                            | MAN TGA                                     | 1.º                                         |                                             |
| 2011                                        | Cepsa Truck Team                            | MAN TGA                                     | 1.º                                         |                                             |
| 2012                                        | Cepsa Truck Team                            | MAN TGA                                     | 1.º                                         |                                             |
| 2013                                        | Cepsa Truck Team                            | MAN TGA                                     | 2.º                                         |                                             |
| 2014                                        | Cepsa Antonio Albacete Racing               | MAN TGA                                     | 1.º                                         |                                             |
| 2015                                        | Cepsa Antonio Albacete Racing               | MAN TGA                                     | 2.º                                         |                                             |

| Campeonato Holandés de Carreras de Camiones | Campeonato Holandés de Carreras de Camiones | Campeonato Holandés de Carreras de Camiones | Campeonato Holandés de Carreras de Camiones | Campeonato Holandés de Carreras de Camiones |
| Año                                         | Equipo                                      | Camión                                      | Pos.                                        |                                             |
| ------------------------------------------- | ------------------------------------------- | ------------------------------------------- | ------------------------------------------- | ------------------------------------------- |
| 2020                                        | T Sport Bernau                              | MAN                                         | ?                                           |                                             |

| European Truck MasterDrivers (Jarama) | European Truck MasterDrivers (Jarama) | European Truck MasterDrivers (Jarama) | European Truck MasterDrivers (Jarama) | European Truck MasterDrivers (Jarama) |
| Año                                   | Equipo                                | Camión                                | Pos.                                  |                                       |
| ------------------------------------- | ------------------------------------- | ------------------------------------- | ------------------------------------- | ------------------------------------- |
| 2020                                  | T Sport Bernau                        | MAN                                   | 3.º                                   |                                       |

## Resultados

### Fórmula 3000 Internacional
(Clave) (negrita indica pole position) (cursiva indica vuelta rápida)

| Año  | Escudería      | 1   | 2   | 3   | 4   | 5   | 6   | 7   | 8   | 9   | 10  | 11      | Pos. | Puntos |
| ---- | -------------- | --- | --- | --- | --- | --- | --- | --- | --- | --- | --- | ------- | ---- | ------ |
| 1987 | GA Motorsports | SIL | VAL | SPA | PAU | DON | PER | BRH | BIR | IMO | BUG | JAR DNQ | NC   | 0      |

### Copa Mundial de Turismos
| Año  | Coche       | N.º | Equipo                       | 1      | Posición | Puntos |
| ---- | ----------- | --- | ---------------------------- | ------ | -------- | ------ |
| 1994 | Opel Vectra | 12  | Equipo Banco Central Hispano | DON 20 | 20º      | 1      |

### Campeonato de Europa de Carreras de Camiones
| Año  | Camión | N.º | Equipo                  | 1      | 1       | 1     | 1       | 2       | 2       | 2      | 2     | 3       | 3       | 3       | 3      | 4       | 4     | 4      | 4       | 5       | 5       | 5     | 5       | 6      | 6       | 6       | 6       | 7       | 7       | 7       | 7     | 8       | 8     | 8     | 8       | 9       | 9       | 9     | 9     | 10      | 10    | 10      | 10      | 11     | 11    | 11    | 11      | Pos. | Pts. |
| ---- | ------ | --- | ----------------------- | ------ | ------- | ----- | ------- | ------- | ------- | ------ | ----- | ------- | ------- | ------- | ------ | ------- | ----- | ------ | ------- | ------- | ------- | ----- | ------- | ------ | ------- | ------- | ------- | ------- | ------- | ------- | ----- | ------- | ----- | ----- | ------- | ------- | ------- | ----- | ----- | ------- | ----- | ------- | ------- | ------ | ----- | ----- | ------- | ---- | ---- |
| 2006 | MAN    | 1   | Cepsa Truck Team        | BAR 3  | BAR 3   | BAR 3 | BAR 1   | MIS 1   | MIS 1   | MIS 2  | MIS 1 | ALB 2   | ALB 4   | ALB DSQ | ALB 12 | NOG Ret | NOG 6 | NOG 6  | NOG 5   | NUR 1   | NUR 2   | NUR 2 | NUR Ret | MOS 1  | MOS 1   | MOS 1   | MOS 1   | ZOL 3   | ZOL 3   | ZOL 4   | ZOL 3 | JAR 3   | JAR 1 | JAR 2 | JAR 1   | LMS 5   | LMS 2   | LMS 2 | LMS 2 |         |       |         |         |        |       |       |         | 1º   | 346  |
| 2007 | MAN    | 1   | Cepsa Truck Team        | BAR 3  | BAR 2   | BAR 3 | BAR Ret | ZOL 3   | ZOL 3   | ZOL 4  | ZOL 3 | ALB 1   | ALB 1   | ALB 2   | ALB 4  | NOG 3   | NOG 2 | NOG 1  | NOG 1   | NUR 3   | NUR 3   | NUR 2 | NUR 2   | MOS 2  | MOS 1   | MOS Ret | MOS DNS | LMS 1   | LMS Ret | LMS 2   | LMS 2 | MIS 2   | MIS 2 | MIS 1 | MIS 2   | JAR 1   | JAR 1   | JAR 4 | JAR 3 |         |       |         |         |        |       |       |         | 2º   | 377  |
| 2008 | MAN    | 23  | Cepsa Truck Team        | BAR 2  | BAR Ret | BAR 3 | BAR 3   | MIS 1   | MIS 2   | MIS 2  | MIS 2 | ALB 3   | ALB 2   | ALB 1   | ALB 1  | NOG 3   | NOG 3 | NOG 2  | NOG 1   | NUR 2   | NUR 5   | NUR 4 | NUR 3   | MOS 3  | MOS 3   | MOS Ret | MOS 4   | ZOL 1   | ZOL 1   | ZOL 3   | ZOL 2 | LMS Ret | LMS 8 | LMS 1 | LMS Ret | JAR 1   | JAR 1   | JAR 1 | JAR 1 |         |       |         |         |        |       |       |         | 3º   | 372  |
| 2009 | MAN    | 23  | Cepsa Truck Team        | ASS 1  | ASS 2   | ASS 1 | ASS 2   | MIS 3   | MIS 3   | MIS 2  | MIS 1 | ALB 1   | ALB 2   | ALB 1   | ALB 4  | NOG 3   | NOG 1 | NOG 3  | NOG 1   | BAR 3   | BAR 1   | BAR 2 | BAR 2   | NUR 2  | NUR 3   | NUR 4   | NUR 2   | MOS 2   | MOS 2   | MOS 1   | MOS 1 | ZOL 1   | ZOL 7 | ZOL 2 | ZOL Ret | LMS 2   | LMS 1   | LMS 2 | LMS 3 | JAR Ret | JAR 5 | JAR 1   | JAR 1   |        |       |       |         | 2º   | 467  |
| 2010 | MAN    | 2   | Cepsa Truck Team        | MIS 3  | MIS C   | MIS 5 | MIS 1   | ALB 1   | ALB 2   | ALB 1  | ALB 1 | NOG 4   | NOG 1   | NOG 1   | NOG 8  | NUR 2   | NUR 2 | NUR 1  | NUR 3   | SMO 1   | SMO 4   | SMO 7 | SMO 1   | MOS 4  | MOS 3   | MOS 3   | MOS 3   | ZOL 4   | ZOL 1   | ZOL 2   | ZOL 4 | LMS 2   | LMS 2 | LMS 2 | LMS 5   | JAR 3   | JAR 6   | JAR 3 | JAR 3 |         |       |         |         |        |       |       |         | 1º   | 387  |
| 2011 | MAN    | 1   | Cepsa Truck Team        | DON 2  | DON 1   | DON 3 | DON Ret | MIS 2   | MIS 3   | MIS 2  | MIS 2 | ALB 10  | ALB 5   | ALB 4   | ALB 3  | NOG 3   | NOG 2 | NOG 2  | NOG 5   | NUR 4   | NUR 1   | NUR 1 | NUR 5   | SMO 1  | SMO Ret | SMO Ret | SMO 6   | MOS 5   | MOS 3   | MOS DSQ | MOS 9 | ZOL 1   | ZOL 2 | ZOL 1 | ZOL 3   | JAR 3   | JAR 1   | JAR 1 | JAR 5 | LMS 5   | LMS 9 | LMS DNS | LMS DNS |        |       |       |         | 2º   | 355  |
| 2012 | MAN    | 2   | Cepsa Truck Team        | EST 2  | EST 3   | EST 2 | EST 2   | MIS 2   | MIS 3   | MIS 1  | MIS 5 | JAR 2   | JAR 1   | JAR 3   | JAR 2  | NOG 1   | NOG 7 | NOG 1  | NOG 12  | DON 2   | DON 6   | DON 1 | DON 5   | NUR 2  | NUR 1   | NUR 3   | NUR 6   | SMO 1   | SMO 3   | SMO 2   | SMO 3 | MOS 1   | MOS 1 | MOS 2 | MOS 4   | ZOL Ret | ZOL 5   | ZOL 1 | ZOL 3 | JAR 2   | JAR 4 | JAR 2   | JAR 3   | LMS 19 | LMS 7 | LMS 5 | LMS Ret | 2º   | 468  |
| 2013 | MAN    | 2   | Cepsa Truck Team        | MIS 9  | MIS 10  | MIS 1 | MIS 4   | NAV Ret | NAV 3   | NAV 1  | NAV 5 | NOG 1   | NOG 5   | NOG 1   | NOG 5  | RBR 1   | RBR 4 | RBR 2  | RBR 3   | NUR 2   | NUR 2   | NUR 1 | NUR Ret | SMO 2  | SMO 6   | SMO 1   | SMO 6   | MOS 2   | MOS 3   | MOS 3   | MOS 3 | ZOL 1   | ZOL 6 | ZOL 5 | ZOL 2   | JAR 1   | JAR Ret | JAR 3 | JAR 6 | LMS 3   | LMS 6 | LMS 4   | LMS 3   |        |       |       |         | 2º   | 412  |
| 2014 | MAN    | 2   | Cepsa A.A. Racing       | MIS 2  | MIS 10  | MIS 3 | MIS 6   | NAV 1   | NAV 5   | NAV 1  | NAV 4 | NOG 1   | NOG 8   | NOG 2   | NOG 8  | RBR 3   | RBR 2 | RBR 2  | RBR 7   | NUR 1   | NUR 4   | NUR 2 | NUR 2   | MOS 3  | MOS 2   | MOS 4   | MOS 1   | ZOL 3   | ZOL 5   | ZOL 2   | ZOL 2 | JAR 3   | JAR 3 | JAR 3 | JAR 4   | LMS 3   | LMS 9   | LMS 2 | LMS 5 |         |       |         |         |        |       |       |         | 3º   | 377  |
| 2015 | MAN    | 23  | Cepsa A.A. Racing       | VAL 5  | VAL 5   | VAL 6 | VAL 1   | RBR 5   | RBR 5   | RBR 6  | RBR 3 | MIS 4   | MIS 6   | MIS 4   | MIS 4  | NOG 3   | NOG 3 | NOG 4  | NOG 6   | NUR 8   | NUR 1   | NUR 3 | NUR 6   | MOS 4  | MOS 6   | MOS 3   | MOS 12  | HUN Ret | HUN 9   | HUN 7   | HUN 1 | ZOL 3   | ZOL 5 | ZOL 2 | ZOL 5   | JAR 2   | JAR 5   | JAR 2 | JAR 4 | LMS 1   | LMS 8 | LMS 1   | LMS 6   |        |       |       |         | 5º   | 385  |
| 2017 | MAN    | 23  | Truck Sport Lutz Bernau | RBR 10 | RBR 7   | RBR 3 | RBR 4   | MIS 4   | MIS 4   | MIS 3  | MIS 4 | NUR 4   | NUR Ret | NUR 9   | NUR C  | SVK 5   | SVK 1 | SVK 2  | SVK 7   | HUN 11  | HUN 6   | HUN 4 | HUN 9   | MOS 5  | MOS 6   | MOS 3   | MOS 5   | ZOL 4   | ZOL 3   | ZOL 3   | ZOL 5 | LMS 6   | LMS 2 | LMS 9 | LMS 9   | JAR 1   | JAR 2   | JAR 8 | JAR 1 |         |       |         |         |        |       |       |         | 5º   | 255  |
| 2018 | MAN    | 23  | Truck Sport Lutz Bernau | MIS 3  | MIS 10  | MIS 5 | MIS 3   | HUN 9   | HUN 8   | HUN 16 | HUN 6 | NUR 1   | NUR 6   | NUR 2   | NUR 3  | SVK 1   | SVK 6 | SVK EX | SVK 11  | MOS 4   | MOS Ret | MOS 5 | MOS 9   | ZOL 1  | ZOL 4   | ZOL 2   | ZOL 6   | LMS 4   | LMS 5   | LMS 7   | LMS 1 | JAR 2   | JAR 6 | JAR 2 | JAR 6   |         |         |       |       |         |       |         |         |        |       |       |         | 3º   | 249  |
| 2019 | MAN    | 23  | Truck Sport Lutz Bernau | MIS 3  | MIS 2   | MIS 5 | MIS 6   | HUN 2   | HUN 7   | HUN 4  | HUN 3 | SVK Ret | SVK 8   | SVK 7   | SVK 1  | NUR 2   | NUR 7 | NUR 2  | NUR 3   | MOS 4   | MOS 2   | MOS C | MOS C   | ZOL 2  | ZOL 4   | ZOL 6   | ZOL 1   | LMS 3   | LMS 5   | LMS 2   | LMS 6 | JAR 2   | JAR 2 | JAR 3 | JAR 4   |         |         |       |       |         |       |         |         |        |       |       |         | 2º   | 266  |
| 2020 | MAN    | 2   | T Sport Bernau          | MOS 11 | MOS 8   | MOS 9 | MOS C   | HUN 4   | HUN 4   | HUN 4  | HUN 8 |         |         |         |        |         |       |        |         |         |         |       |         |        |         |         |         |         |         |         |       |         |       |       |         |         |         |       |       |         |       |         |         |        |       |       |         | -    | -    |
| 2021 | MAN    | 23  | T Sport Bernau          | HUN 4  | HUN C   | HUN 4 | HUN 9   | MOS 4   | MOS 6   | MOS 7  | MOS 2 | ZOL 3   | ZOL 7   | ZOL 3   | ZOL 9  | LMS 2   | LMS 8 | LMS 4  | LMS 8   | JAR 4   | JAR 3   | JAR 2 | JAR 7   | MIS 13 | MIS 7   | MIS 3   | MIS 4   |         |         |         |       |         |       |       |         |         |         |       |       |         |       |         |         |        |       |       |         | 5º   | 170  |
| 2022 | MAN    | 23  | T Sport Bernau          | MIS 4  | MIS 1   | MIS 4 | MIS 2   | HUN 5   | HUN DNS | HUN 10 | HUN 8 | SVK 7   | SVK 3   | SVK 12  | SVK 7  | NUR 4   | NUR 2 | NUR 3  | NUR Ret | MOS Ret | MOS 7   | MOS 4 | MOS 4   | ZOL 4  | ZOL 5   | ZOL 10  | ZOL 6   | LMS 3   | LMS Ret | LMS 6   | LMS 5 | JAR 3   | JAR 6 | JAR 3 | JAR 8   |         |         |       |       |         |       |         |         |        |       |       |         | 5º   | 197  |
| 2023 | MAN    | 23  | T Sport Bernau          | MIS 2  | MIS 3   | MIS 6 | MIS 1   | SVK 2   | SVK 5   | SVK 3  | SVK 4 | POZ 5   | POZ Ret | POZ 7   | POZ 1  | NUR 3   | NUR 5 | NUR 3  | NUR Ret | MOS 2   | MOS 5   | MOS 5 | MOS 7   | ZOL 5  | ZOL 2   | ZOL 4   | ZOL 5   | LMS 4   | LMS 2   | LMS 4   | LMS 3 | JAR 2   | JAR 8 | JAR 4 | JAR 4   |         |         |       |       |         |       |         |         |        |       |       |         | 4º   | 269  |
| 2024 | MAN    | 23  | T Sport Bernau          | MIS 4  | MIS 6   | MIS 3 | MIS 3   | SVK 3   | SVK 6   | SVK 4  | SVK 4 | ZOL 2   | ZOL 7   | ZOL 4   | ZOL 4  | NUR 4   | NUR 7 | NUR 7  | NUR 1   | MOS 8   | MOS 1   | MOS 4 | MOS 8   | LMS 3  | LMS 13  | LMS 4   | LMS 5   | JAR 3   | JAR Ret | JAR 8   | JAR 1 |         |       |       |         |         |         |       |       |         |       |         |         |        |       |       |         | 4º   | 205  |

### Resultados en el Campeonato Holandés de Carreras de Camiones
| Año  | Camión | N.º | Equipo         | 1   | 1   | 1   | 1   | 2     | 2     | 2     | 2     | Posición | Puntos |
| ---- | ------ | --- | -------------- | --- | --- | --- | --- | ----- | ----- | ----- | ----- | -------- | ------ |
| 2020 | MAN    | 2   | T Sport Bernau | LAU | LAU | LAU | LAU | ZOL 9 | ZOL 8 | ZOL 3 | ZOL 3 | -        | -      |